# مویشگری
کروناخ (انگلیسی: کروناخ)، واژه ای گالیشی به معنی سوگواری (مویشگری) جمعی است.
کروناخ (همچنین نوشته شده‌است coranich، corrinoch، coranach، cronach، و غیره) معادل گالیک اسکاتلندی گول است،
این گونه مرثیه‌ها در ایرلند و ارتفاعات اسکاتلند در هنگام مرگ و تشییع جنازه مرسوم بوده‌است. ا

## در فرهنگ عامه
- گروه پروگرسیو راک جترو تول به همراه دیوید پالمر تک آهنگی به نام "Coronach" را در سال ۱۹۸۶ منتشر کرد. این تک آهنگ به عنوان آهنگ تم برای برنامه "خون بریتانیایی" استفاده شد.
- گروه ملودیک دث متال Eternal Tears of Sorrow آهنگی با عنوان "Coronach" در آلبوم سال ۱۹۹۸ خود، Vilda Mánnu دارند.
- گروه دث متال Hate Eternal آهنگی با نام "Coronach" به عنوان آخرین آهنگ آلبوم سال ۲۰۰۸ خود، Fury and Flames دارند.